# Jonathan Marray
Jonathan Marray (født 10. marts 1981 i Liverpool) er en professionel engelsk tennisspiller. Han vandt i 2012 Wimbledon i herre-double sammen med danskeren Frederik Løchte Nielsen. Parret kom med i turneringen på et wildcard.